# Literatura latinoamericana
La literatura latinoamericana es aquella literatura escrita en español, portugués y francés, por autores de países considerados parte de América Latina. No incluye las obras anglófonas estadounidenses o canadienses, ni las caribeñas escritas en inglés, neerlandés, criollo u otros idiomas no romances. También se le llama literatura iberoamericana cuando se excluye a la literatura francoamericana.

## Lista de literaturas latinoamericanas
En español o castellano
- Literatura de Argentina
- Literatura de Bolivia
- Literatura de Chile
- Literatura de Colombia
- Literatura de Costa Rica
- Literatura de Cuba
- Literatura de Ecuador
- Literatura de El Salvador
- Literatura de Estados Unidos en español
- Literatura de Guatemala
- Literatura de Honduras
- Literatura de México
- Literatura de Panamá
- Literatura de Paraguay
- Literatura del Perú
- Literatura de Puerto Rico
- Literatura de la República Dominicana
- Literatura de Uruguay
- Literatura de Venezuela

En francés
- Literatura de la Guyana Francesa
- Literatura de Guadalupe
- Literatura de Haití
- Literatura de Martinica
- Literatura de Quebec

En portugués
- Literatura de Brasil